# Jungfrau
Jungfrau (v překladu z němčiny panna) je s výškou 4158 metrů nejvyšším vrcholem stejnojmenného horského masivu v bernském regionu Švýcarských Alp a třetím nejvyšším vrcholem Bernských Alp. Dalšími známými vrcholy tohoto masívu jsou Eiger a Mönch. Region Jungfrau byl v roce 2001 zapsán do seznamu Světového přírodního dědictví UNESCO pod názvem „Švýcarské Alpy Jungfrau-Aletsch“.

## Historie
Její vrchol jako první zdolali na začátku 19. století bratři Meyerové z Aarau.

## Turismus
Až do sedla Jungfraujoch mezi horami Jungfrau a Mönch vede ozubnicová železnice Jungfraubahn do nejvýše položeného nádraží v Evropě (3454 m n. m.).